# Andrej Bahdanowicz
Andrej Wiktarawicz Bahdanowicz (biał. Андрэй Віктаравіч Багдановiч, ros. Андрей Викторович Богданович; ur. 15 października 1987 r. w Jalizawie) – białoruski kajakarz, kanadyjkarz, złoty i srebrny medalista igrzysk olimpijskich, wicemistrz świata, trzykrotny mistrz Europy, złoty medalista igrzysk europejskich.

## Igrzyska olimpijskie
Na igrzyskach zadebiutował w 2008 roku w Pekinie. Wystąpił wówczas w dwóch konkurencjach. W rywalizacji dwójek na 1000 metrów ze swoim bratem Alaksandrem Bahdanowiczem zdobył złoty medal, wygrywając finałowy wyścig z Niemcami o 0,223 sekundy. Razem wzięli udział również na dwukrotnie krótszym dystansie, dopływając do mety na czwartej pozycji, tracąc do podium zaledwie 0,032 sekundy.
Cztery lata później w Londynie ponownie z Alaksandrem Bahdanowiczem zdobył srebrny medal w zawodach dwójek na 1000 metrów.